# Nela Kailová
Nela Kailová (* 11. listopadu 2001) je česká zpěvačka a herečka.

## Život
Nela Kailová se v roce 2005 začala věnovat tanci a zpěvu. O dva roky později začala hrát na klavír. Ve stejnou dobu začala chodit na lekce moderního a latinského tance.
V roce 2010 vyhrála soutěž Talent Junior, v roce 2011 se zúčastnila pěvecké soutěže Porta, kde obsadila 2. místo. V roce 2012 uspěla v soutěži Vejprtský drozd, kde získala 2. místo a v roce 2013 v soutěži Little Star obsadila taky 2. místo. Až rok 2014 byl pro ní nejúspěšnější. Vyhrála rozhlasovou kategorii pěvecké soutěže Česko zpívá. Za vítězství dostala cenu, která obsahovala profesionální focení a nahrávku jejího videoklipu k písničce Rebelka, která se objevila i v rádiích. Mezi její další úspěšné písničky patří píseň S tebou nebo bez tebe.
Hraje roli Petry v nekonečném televizním seriálu Ulice, objevila se také v seriálech Vyprávěj, Ordinace v růžové zahradě a Modrý kód.
Hraje v Městském divadle v Mostě v inscenaci Platit se nebude a Starci na chmelu. Dále hraje v divadle Hybernia v představení Ferda Mravenec. Spolupracuje s prasátkem Pigy a jezdí s ním na dětské akce.
V září 2017 začala studovat na Konzervatoři Jaroslava Ježka.
V roce 2023 jí byla diagnostikována Crohnova nemoc. Lékaři Nele nedávali šanci otěhotnět, říkali jí, že děti nikdy mít nebude, ale v roce 2024 na Štědrý den oznámila, že se stane maminkou. Dne 9. března 2025 se jí narodil syn Dan. 

## Divadelní role

### Mostecké divadlo
- Platit se nebude
- Starci na chmelu

### Divadlo Hybernia
- Ferda Mravenec

## Filmografie
- Ulice (role Petry)
- Vyprávěj
- Ordinace v růžové zahradě
- Modrý kód
- Místo zločinu Ostrava

## Písničky
- Rebelka
- Mořská sůl na řasách feat. Tereza Drábková
- Vánoce jsou tady cover Coca-Cola song feat.Tereza Drábková
- S tebou nebo bez tebe
- Cesty osudu
- Na vlásku
- Věřím dál z muzikálu Kat Mydlář feat. Josef Fečo
- Stejný cíl mám cover Wouldn't Change a Thing-Camp Rock feat. Josef Fečo
- Bylo to v nás